# Ратни пут Врховног команданта НОВ и ПОЈ Јосипа Броза Тита
Врховни командант НОВ и ПОЈ Јосип Броз Тито је у току Народноослободилачког рата, од 1941. до 1945. године прешао ратни пут дуг око 20.000 километара. Почетак рата 6. априла 1941. године затекао га је у Загребу, а почетком маја је прешао у Београд, одакле је илегално боравећи у окупираном граду, руководио припремама за оружани устанак, као и првим устаничким акцијама. Половином септембра 1941. године прешао је на ослобођену територију и од тада па до краја рата је непосредно руководио оружаним јединицама Народноослободилачког покрета.
За Врховног команданта НОВ и ПОЈ, односно команданта Главног штаба НОПО Југославије, Јосип Броз Тито је био изабран на седници Централног комитета КП Југославије, одржаној 27. јуна 1941. године у Београду, на којој је Главни штаб формиран као војно-политичко руководство устанка и оружане борбе. Као генерални секретар КП Југославије Јосип Броз Тито је још 10. априла 1941. године од стране ЦК КПЈ био именован за председника Војног комитета, који је био формиран са задатком да руководити припремом КПЈ и народа за борбу против окупатора. Све до формирања Антифашистичког већа народног ослобођења Југославије (АВНОЈ), 26. новембра 1942. године, Врховни штаб је био централни руководећи војно-политички орган Народноослободилачког покрета. На Другом заседању АВНОЈ-а, 29. новембра 1943. године формиран је Национални комитет ослобођења Југославије (НКОЈ) за чијег је председника именован Јосип Броз Тито, обављајући истовремено и функцију повереника за народну одрбрану. Након заседања, Председништво АВНОЈ-а је на предлог словеначке делегације Титу доделило назив маршала Југославије.
Као председник НКОЈ-а Тито је водио и међународне разговоре, најпре са савезничким војним мисијама, а потом и са представницима Савезничких снага. Прво Титово ратно путовање ван Југославије било је јуна 1944. године када је неколико дана провео у Барију, у Италији. Након тога је боравио на острву Вису, одакле је почетком августа поново отишао у Италију, где се у Напуљу 12. августа сусрео са британским премијером Винстоном Черчилом. Половином септембра 1944. године, са Виса је отпутовао у Крајову у Румунији, одакле је 21. септембра отпутовао у Москву, где је водио разговоре са маршалом Јосифом Стаљином и другим совјетским руководиоцима. Из Москве се 28. септембра поново вратио у Крајову, где је боравио све до почетка октобра 1944. када је дошао у Вршац.
У току Народноослободилачког рата, Тито се као Врховни командант, заједно са другим члановима Врховног штаба, више пута налазио у озбиљној опасности од непријатеља, а међу најкритичније моменте спадају — крај новембра и почетка децембра 1941. након пада Ужица, марта 1943. током борби вођених у Четвртој непријатељској офанзиви, маја и јуна 1943. током борби у Петој непријатељској офанзиви, као и 25. маја 1944. године током немачког десанта на Дрвар. Тито је био једини Врховни командант у Другом светском рату који је лично предводио своје борце и који је у тим борбама био рањен 9. јуна 1943. године на Озрену, током битке на Сутјесци.
Прву ратну годину Тито је започео у Загребу, а завршио у Подроманији, код Соколца. Током ове године Тито је боравио у западној Србији, Санџаку и источној Босни, боравећи дужи период у окупираном Београду (8. мај—16. септембар) и ослобођеним градовима Крупњу (22. септембар—15. октобар) и Ужицу (15. октобар—29. новембар). Другу ратну годину започео је у Бијелој Води, код Соколца, а завршио у Бихаћу. У овој години је боравио у источној Босни, северној Црној Гори и Босанској крајини, боравећи дужи период у Фочи (25. јануар—9. мај), Млиништу (14. септембар—8. октобар), Оштрељу (8. октобар—25. новембар), Босанском Петровцу (29. новембар—20. децембар) и Бихаћу (20. децембар—9. јануар ’43). Трећу ратну годину започео је у Бихаћу, а завршио у Јајцу. У овој години боравио је у Босанској крајини, Херцеговини, северној Црној Гори и источној Босни, боравећи дужи период у Цазину (9—27. јануар), селу Говза, код Фоче (2. април—2. мај) и Јајцу (25. август—6. јануар ’44). Четврту ратну годину Тито је започео у Јајцу, а завршио у Београду. Током ове године, боравио је у Босанској крајини, острву Вис и Београду, боравећи дужи период у Дрвару (15. јануар—25. мај), Вису (8. јун—18. септембар) и Београду (од 25. октобра). Од ослобођења Београда, октобра 1944. године Тито је боравио у њему и одатле руководио завршним операцијама за ослобођење Југославије. Овде је примио вест о капитулацији Нацистичке Немачке, 9. маја, као и вест о капитулацији немачко-квинслишких снага у Југославији, 15. маја 1945. године.
За време Народноослободилачког рата Тито је боравио на територији четири југословенске републике — Србије, Босне и Херцеговине, Црне Горе и Хрватске. Поред Београда, у коме је за време рата боравио два пута — од 8. маја до 16. септембра 1941. и од 25. октобра 1944. до 20. маја 1945. године, Јајце је место у коме је Тито најдуже боравио током рата, од 25. августа 1943. до 6. јануара 1944. године, где је са најближим сарадницима провео 135 дана. Током читавог Титовог ратног пута, од септембра 1941. до октобра 1944. године, о његовој, као и безбедности чланова Врховног штаба, бринули су припадници Пратећег батаљона Врховног штаба. Након ослобођења Београда, бригу о безбедности Врховног команданта преузела је тада формирана Гардијска бригада. Због истакнутих заслуга, његових припадника у борби, као и на извршавању задатака, Пратећи батаљон је јуна 1958. године одликован Орденом народног хероја.

## 1941. година

### Загреб
У годинама пред почетак Другог светског рата у Југославији, генерални секретар КПЈ Јосип Броз Тито је боравио у Загребу, где се налазило и седиште Централног комитета КП Југославије. У периоду од 1935. до 1941. године Тито је становао на Стењевецу, у данашњој Улици керестиначких жртава број 1. Такође, користио је и стан-гарсоњеру у Улици Свети Дух број 103, а одлазио је понекад и код свог сестрића Мартина, који је становао на Грабовцу број 20, у кући коју је Веда Загорац, по Титовом налогу купила за потребе КПЈ. Поред ових станова, Тито се у Загребу, користио и раним другим становима, чланова или симпатизера КПЈ, у којима је одржавао састанке, саветовања и др. Често је навраћао и боравио на Трешњевци, у стану Кате Думбовић. У овом периоду Тито је чето одлазио у Београд, где се налазио део чланова Централног комитета. Октобра 1940. године у Загребу је у насељу Дубрава одржана Пета земаљска конференција КПЈ, на којој је Тито формирао ново руководство КПЈ и од тада се седиште ЦК КПЈ налазило у Загребу.
Крајем фебруара 1941. године Тито је боравио у Београду, где је присуствовао Покрајинском саветовању КПЈ за Србију. Месец дана касније, у Београду је 27. марта 1941. године избио војни пуч у коме је збачена Влада Цветковић-Мачек и оборен Тројни пакт, коме је Краљевина Југославија неколико дана раније приступила. Како би се што боље упознао са новонасталом политичком ситуацијом Тито је увече 28. марта дошао авионом у Београд, где је сутрадан 29. марта 1941. присуствовао новом Покрајинском саветовању ПК КПЈ за Србију, а након тога се преко Ивана Рибара састао са представницима левих грађанских партија — Драгославом Смиљанићем, Драгољубом Јовановићем и Душаном Богдановићем. Тито се у Загреб вратио почетком априла и овде га је 6. априла 1941. године затекао напад Сила осовина на Југославију.
Два дана потом, Тито је у Загребу одржао састанак с групом чланова ЦК КПЈ, ЦК КПХ и МК КПЈ за Загреб, а 10. априла на дан када су немачке трупе ушле у Загреб и када је проглашена усташка Независна Држава Хрватска, Тито је на Максимиру одржао заједничку седницу ЦК КПЈ и ЦК КПХ на којој је размотрена дотадашња ситуација и одлучено да се фашистичком окупатору пружи отпор, па је у вези с тим формиран Војни комитет с Титом на челу. Пошто се приближавао празник рада 1. мај, Тито је 15. априла упутио Проглас народима и радничкој класи Југославије у коме је осуђено стварање НДХ, као и распиривање братоубилачке мржње. Осећајући потребу за ширим саветовањем руководства КПЈ, Тито је почетком маја 1941. године у Загребу одржао Мајско саветовање КПЈ коме су присуствовали делегати свих Покрајинских комитета, изузев из Македоније. На саветовању је анализиран Априлски рат и окупација Југославије и наглашено да КПЈ не признаје окупацију и да комунисти треба да се стану на чело ослободилачке борбе и да све партијске организације формирају Војне комитете који ће водити припреме за оружани устанак.
Пошто је на саветовању одлучено да се седиште ЦК КПЈ пребаци из Загреба у Београд, Тито је 7. маја напустио Загреб и возом је преко Нове Градишке, Славонског Брода, Винковаца, Шида и Инђије стигао ујутро 8. маја 1941. у Земун и истог дана се бродом пребацио у Београд. Путовао је у пратњи Даворјанке Пауновић, која је била курир између ПК КПЈ за Србију и ЦК КПЈ. Титов одлазак у Београд организовао је Владо Поповић, делегат ЦК КПЈ при ЦК КПХ, који му је преко Вице Буљана набавио легитимацију и путну исправу на име инжењера Славка Бабића.

### Окупирани Београд
По доласку у Београд, Тито је прва два дана провео у стану породице партијског активисте Василија Раичковића на Врачару, у Тополској улици број 14, где је илегално становао и члан Политбироа ЦК КПЈ Иван Милутиновић. Овде се Тито сусрео са члановима ЦК КПЈ који су боравили у Београду, секретаром ЦК СКОЈ-а Ивом Лолом Рибаром и Светозаром Вукмановићем Темпом, који је руководио централном партијском техником. Потом је прешао у стан партијског активисте инжењера Светозара Савичевића у Звечанској улици број 44. Пошто је у близини овог стана живео један виши немачки официр, Тито се у другој половини маја преселио у вилу Владислава Рибникара, на Дедињу, у Ботићевој улици број 5. Овде је провео неколико дана и потом се преко Милентија Поповића преселио у кућу Мирка и Вере Ненадовић. Ова кућа налазила се у тада још не изграђеном делу Дедиња, у Новој улици (данас Улица Јована Жујовића) код Железничке болнице (данас болница „Др Драгиша Мишовић”). Ненадовићи су били симпатизери КПЈ и још пре рата је у њиховој кући, изграђеној 1940. године, било направљено илегално склониште за потребе КПЈ. Тито је у овој кући боравио пуна три месеца, а током његовог боравка нико из руководства КПЈ, изузев Милентија Поповића, није знао где се налази кућа у којој станује. Везу са другим члановима ЦК КПЈ и курирским пунктовима Тито је одржавао преко групе курира у којој су били — Даворјанка Пауновић, Гроздана Белић, Лула Планојевић и Буба Ђурђевић, која је била рођена сестра Вере Ненадовић, власнице куће.
Током боравка у кући Ненадовића, Тито је користио и друге партијске станове. Седница ЦК КПЈ поводом напада на Совјетски Савез, одржана је 22. јуна 1941. у стану партијског активисте Воје Мрчарице у Молеровој улици број 43, а седница седница ЦК КПЈ на којој је донета одлука о подизању устанка, 4. јула 1941. у вили Рибникара. Такође, коришћени су и станови у Француској улици, у Улици војводе Драгомира, у Ластовкој улици (данас улица Симе Лозанића) број 9 и др. Тито је скоро свакодневно долазио у вилу Рибникара, а ту су навраћали и други чланови руководства КПЈ — Иво Лола Рибар, Иван Милутиновић, Владимир Поповић, Ђуро Стругар, Драган Павловић, Темпо Вукомановић, Владимир Дедијер и др. Након хапшења Филипа Мацуре, партијског активисте и специјалног курира, који је половином августа 1941. ухапшен испред виле Рибникара, Тито је ређе долазио у вилу. Нико од Титових станодаваца, па ни партијских активиста који су долазили у контакт с њим, изузев чланова руководства КПЈ, нису знали ко је он стварно и коју функцију обавља, али су претпостављали да је високи функционер КПЈ.
Пошто је на терену западне Србије створена ослобођена територија, Тито је одлучио да напусти окупирани Београд и на терену преузме непосредно руковођење партизанским одредима. Такође, осећала се потреба за одржавањем саветовања Главног штаба са представницима покрајинских војно-политичких руководства. Након одлуке да оде из Београда, Тито је 10. септембра напустио кућу Ненадовића и са Лолом Рибаром прешао на Вождовац у Кумодрашку улицу број 238, где је од краја јула становао Иван Милутиновић. Тито је овде боравио до 15. септембра 1941. године. Ноћ пред одлазак из Београда, 15/16. септембар провео је у кући Рибникареве комшинице Данке Павловић, у Ботићевој улици број 8.

### Одлазак на слободну територију
У пратњи Даворјанке Пауновић Зденке, Веселинке Малинске и Јаше Рајтера, Јосип Броз Тито је 16. септембра 1941. године напустио Београд и возом се упутио ка Ужичкој Пожеги. У групи која је пратила Тита на овом путовању био је и свештеник Драгољуб Милутиновић, из Ивањице, припадник четничког покрета Косте Пећанца и пријатељ Владислава Рибникара. Он је Титу дао четири четничке легитимације с којима је путовао на слободну територију. Група је са возом путовала до Сталаћа, али су због оштећења пруге на неколико места, стигли тек увече. Пошто је воз из Сталаћа полазио тек ујутру, ноћ су провели у једној кафани, а сутрадан 17. септембра су пругом узаног колосека наставили пут преко Крушевца, Краљева, Чачка и у вечерњим сатима стигли у Ужичку Пожегу. Овде су преноћили у хотелу „Томашевић” и растали се од попа Милутиновића. Сутрадан су фијакером кренули ка Косјерићу, али су стигли само до Ражане, јер се фијакериста бојао да иде даље. Потом су наставили пешке и стигли до превоја Букве, где су свратили у једну кафану и упали у проблем с четницима, али их је спасила легитимација попа Милутиновића. Након тога, у четничкој пратњи су отишли до села Бачевци, где су у сеоској школи затекли учитељицу Раду Обућину, која је била једна од веза Ваљевског партизанског одреда. Потом је у село стигла једна десетина Друге чете Колубарског батаљона Ваљевског одреда, али су код њих Тито и његова група изазвали подозрење. Десетар Александар Јовановић је најпре одбио да их спроведе у Штаб чете, али их је након инсистирања учитељице, ипак одвео до села Пријездића где је био Штаб Друге чете. У Штабу је Тита препознао стари комуниста Бранко Соларић, који га је познавао са робије, након чега је прешао у село Робаје, где се сместио у кући Секуле и Десанке Бојиновић, рођене сестре Драгојла Дудића. У овој кући се налазио Штаб Колубарског батаљона, а ту је био и Милош Минић, инструктор Покрајинског комитета КПЈ за Србију при Окружном комитету КПЈ за Србију. Овде се Тито као командант Главног штаба НОП одреда Југославије ставио на чело партизанских снага.
Исте вечери по доласку на слободну територију, Тито је послао курира у Штаб Драже Михаиловића и уговорио састанак с њим. Пре тога се Милош Минић два пута састао са Михаиловићем и неуспешно покушавао да га наведе на сарадњу с партизанима. Сутрадан 19. септембра 1941. Тито је са Милошем Минићем, Обрадом Стефановићем и Војиславом Рафаиловићем, у пратњи групе партизана отишао у село Струганик, где се у летњиковцу породице Живојина Мишића сусрео са вођом Четничког покрета пуковником Драгољубом Михаиловићем, с којим су били Драгиша Васић, мајор Александар Мишић и пуковник Драгослав Павловић. Пошто нису успели да се договоре око заједничке борбе против окупатора, успели су да постигну заједнички договор о узајамном ненападању између четника и партизана. Након састанка, Тито се вратио у Робаје, где је остао до 21. септембра, када је пошао у ослобођени Крупањ. Са Титом је тада пошла Даворјанка Пауновић, као његова ратна секретарица, док су се Веселинка Малинска и Јаша Рајтер вратили у Београд. Тита и Зденку је на путу за Крупањ пратио Милош Минић и двојица партизана. Ишли су дужим путем, преко села Причевића, како би заобишли Ваљево. У селу Бранговићу су ручали у кући Живорада Милетића, а потом су преноћили у селу Беомужевићу у кући Вељка Ранковића, где је био Штаб Ваљевског одреда и где су тада били Драгојло Дудић и Милка Минић. Сутрадан је Тито аутомобилом, који су заробили ваљевски партизани, продужио за Крупањ. По доласку у један од првих ослобођених градова у Југославији, Тито се сусрео са тројицом чланова Главног штаба, који су напустили Београд 18. септембра — Александром Ранковићем, Ивом Лолом Рибаром и Иваном Милутиновићем. Потом се сместио у управној згради рудника „Столице”, који се налази у близини оближњег села Брштица.
У Столицама је Тито боравио до 29. септембра, а током његовог боравка овде је 26. септембра 1941. одржано саветовање Главног штаба НОПО Југославије, коме су поред чланова Главног штаба присуствовали и представници покрајинских руководстава из Србије, Босне и Херцеговине, Хрватске и Словеније, као и представници оближњих партизанских одреда. На овом саветовању су анализирана дотадашња искуства, размотрено питање даље ослободилачке борбе и донете значајне одлуке за учвршћење и развијање даље борбе. Били су формирани Главни штабови у свим покрајинама, а Главни штаб је био преименован у Врховни штаб. Такође на овом саветовању је био усвојен и јединствен назив за борца — партизан и његова спољна ознака – црвена звезда петокрака. У Столицама је 29. септембра била формирана Стража Врховног штаба НОПОЈ, а за Титовог личног пратиоца је био постављен Бошко Чолић.

## Списак места Титовог боравка
| време боравка                  | место/а                                              | краћи опис |
| 1941. година                   | 1941. година                                         | 1941. година |
| ------------------------------ | ---------------------------------------------------- | --- |
| 6. април — 7. мај              | Загреб                                               | Током боравка у Загребу, овде је почетком маја одржано Мајско саветовање КПЈ. Из Загреба је возом стигао у Земун, а одатле се бродом пребацио у Београд. |
| 8. мај — 16. септембар         | Београд                                              | Током боравка у Београду Тито је боравио на неколико локација, а најдуже у кући породице Ненадовић на Дедињу. Често је боравио и у кући Владислава Рибникара, где је 4. јула одржана седница ЦК КПЈ на којој је донета одлука о подизању устанка. |
| 16. септембар — 18. септембар  | Београд—Сталаћ—Краљево—Чачак—Ужичка Пожега           | Из Београда је Тито возом стигао до Пожеге, где је преноћио. Сутрадан се пребацио у Косјерић, а одатле је преко Бачеваца и Пријездића стигао у Робаје. |
| 18. септембар — 21. септембар  | Робаје (Мионица)                                     | У току боравка у Робајама, Тито се 19. септембра у Струганику састао са Дражом Михаиловићем. |
| 21. септембар — 29. септембар  | Столице (Крупањ)                                     | Тито је из Робаја, преко Бранговића и Беомужевића, прешао у ослобођени Крупањ. Током боравка у Столицама, овде је одржано саветовање Главног штаба. |
| 29. септембар — 13. октобар    | Толисавац (Крупањ)                                   | Током боравка у Толисавцу, Тито је неколико пута одлазио у ослобођени Крупањ и друга околна места. Из Толисавца се преко Крупња, Рујевца и Љубовије упутио у Ужице. |
| 15. октобар — 29. новембар     | Ужице                                                | Ужице је ослобођено 24. септембра и било је центар слободне територије познате као „Ужичка република”. Током боравка у Ужицу Тито је боравио у просторијама Народне банке, где је сада смештен Народни музеј. Одавде је 26. октобра отишао у Брајиће, на поновни састанак с Дражом Михаиловићем. |
| 29. новембар — 2. децембар     | Ужице—Чајетина—Краљева Вода—Радоиња—Дренова          | Након пада Ужица, Тито се преко Чајетине пребацио на Краљеву Воду, где је преноћио, а сутрадан је преко села Мала Расница и Сеништа дошао у Радоињу, код Нове Вароши и одатле прешао у Горњу Дренову. |
| 2. децембар — 14. децембар     | Дренова (Пријепоље)                                  | У Горњој Дренови Тито је боравио од 2. до 4. децембра, а потом је 5. и 6. децембра боравио у Избичању, након чега се опет вратио у Горњу Дренову, где је 7. децембра одржана седница Политбироа ЦК КПЈ. Након тога 10. децембра је прешао у Доњу Дренову. |
| 14. децембар — 19. децембар    | Дренова—Нова Варош—Рудо                              | Након напуштања Дренове, Тито је преко Бистрице кренуо ка Новој Вароши, где је преноћио и потом је преко Дражевића, Дренове, Касидола и Устибара стигао у Рудо. |
| 19. децембар — 23. децембар    | Рудо                                                 | Током Титовог боравака у Рудом овде је формирана Прва пролетерска ударна бригада. Из Рудог је возом стигао до села Међеђа и одатле је преко Хадровића стигао у Рогатицу. |
| 24. децембар — 28. децембар    | Рогатица                                             | У Рогатици је Тито 25. децембра одржао саветовање са делом Главног штаба НОП одреда Босне и Херцеговине. Након напуштања Рогатице, Тито је преко Ковања, Стјенице и Гриваца стигао у Подроманију. |
| 29. децембар — 3. јануар 1942. | Подроманија—Бијела Вода (Соколац)                    | У Подроманији је боравио од 29. до 31. децембра, а потом је прешао у заселак Добродол, код Бијелих Вода, где је било седиште Главног штаба НОПО Босне и Херцеговине. Овде је дочекао Нову 1942. годину. |
| 1942. година                   |                                                      | |
| 4. јануар — 14. јануар         | Доњи Чевљановићи (Илијаш)                            | Након напуштања Бијелих Вода, Тито је преко Шахбеговића и Пустог Села стигао у Имамовиће, где је преноћио и сутрадан наставио пут преко Вртука и Иванчића до Доњих Чевљановића. У току боравка у Чевљановићима, одлазио је у Иванчиће, где је 7. и 8. јануара одржано саветовање ПК КПЈ за Босну и Херцеговину са члановима ЦК КПЈ. |
| 14. јануар — 16. јануар        | Гајеви (Илијаш)                                      | Из Чевљановића Тито је прешао у Гајеве, где је било седиште Главног штаба НОПО БиХ, али је након вести о почетку Друге непријатељске офанзиве наставио даље. |
| 16. јануар — 20. јануар        | Ракова Нога—Подроманија—Доња Винча—Горња Буквица     | Преко Романије Тито је стигао у село Ракова Нога, где је преноћио, а потом наставио према Подроманији, где је такође преноћио. Након тога, без већег одмора је преко Доње Винче стигао у Горњу Буквицу, где је преноћио и потом отишао у Горње Боговиће. |
| 20. јануар — 24. јануар        | Горњи Боговићи (Горажде)                             | Током боравка у Боговићима је добио информацију о ослобођењу Фоче, након чега је преко села Превила, где је преноћио, стигао у Фочу. |
| 25. јануар — 4. мај            | Фоча                                                 | Фоча је ослобођенa 20. јануарa и било је центар слободне територије познате као „Фочанска република”. Током боравка у Фочи, Тито је најпре боравио у хотелу „Герстл”, где је сада смештен Музеј Стара Херцеговина, касније у згради железничке станице. Тито је из Фоче одлазио у околна места, а од 28. фебруара до 1. марта је боравио у Чајничу, где је присуствовао формирању Друге пролетерске бригаде. |
| 4. мај — 10. мај               | Брод (Фоча)                                          | Под налетом нове окупаторске офанзиве, Тито је напустио Фочу и прешао у село Брод, где се налазила радионица Врховног штаба. |
| 12. мај — 19. мај              | Шћепан Поље (Плужине)                                | Након напуштања Брода, прешао је у Шћепан Поље, где је два дана боравио у шуми на саставу река Таре и Пиве, где настаје Дрина. Потом је неколико дана боравио у засеоку Лијећевине. |
| 19. мај — 25. мај              | Недајно—Црно језеро—Недајно—Крстац                   | Преко села Недајно, где је преноћио, Тито се пребацио на Црно језеро, на Дурмитору, где је 21. и 22. маја одржано саветовање са војно-политичким и партијским руководиоцима из Црне Горе и Санџака. Одавде се враћа у село Недајано, где је поново преноћио и преко села Крстац (потопљено Пивским језером) стигао у Плужине. |
| 25. мај — 9. јун               | Плужине                                              | Током боравка у Плужинама је 29. маја одржано саветовање са новим руководством Покрајинског комитета КПЈ за Црну Гору. |
| 9. јун — 16. јун               | Велико језеро—Изгори—Тјентиште—Тођевац               | Након напуштања Плужина Тито прелази на Велико језеро, на Биочу, где остаје до 12. јуна, а затим прелази у засеок Граб (Изгори), где остаје до 14. јуна. Након тога прелази у Тјентиште, у чијој је околини на брду Кошур преноћио, па је прешао у околину села Тођевац, где је такође преноћио. |
| 17. јун — 24. јун              | Грандићи—Крушево (Фоча)                              | Преко села Грандића и Крушева, дошао је на пропланак Бојишта где је у истоименој шуми, кроз коју води пут од Крушева ка Врбници остао до 24. јуна. Овде је 19. јуна одржана седница ЦК КПЈ на којој је донета одлука о походу у Босанску крајину. |
| 24. јун — 1. јул               | Врбница—Трескавица—Дејчићи—Горња Пресјеница          | Поход у Босанску крајину започео је 24. јуна из села Врбнице, на Зеленгори и настављено је преко Трескавице. У подножју Трескавице, Тито је 28/29. јуна преноћио у селу Дејчићи, а потом је до 1. јула боравио у засеку Горње Село у Горњoj Пресјеници, где је 30. јуна одржана седница ЦК КПЈ на којој је анализирана дотадашња ситуација. |
| 1. јул — 9. јул                | Бјелашница—Гобеловина—Сеоница                        | Из засеока Горње Село поход је настављен преко Бјелашнице, након чега је 4. јула стигао у села у подножју Битовње. Потом је преко Реповца стигао у Гобеловину, где је боравио од 5. до 7. јула, а онда је прешао у Сеоницу, где је боравио од 7. до 9. јула. |
| 9. јул — 13. јул               | Солакова Кула (Коњиц)                                | Из Сеонице Тито се преко Парсовића пребацио у Солакову Кулу, где је у самостану боравио до 13. јула. |
| 13. јул — 19. јул              | Прозор—Ометала                                       | Након напуштања Соколове Куле, Тито је стигао у Уздол, где је сачекао извештај о нападу на Прозор и потом је преко Горње Крањчице и Дуге стигао у ослобођени Прозор, где је преноћио. Сутрадан је прешао у Ометала, где је боравио до 19. јула. Овде је 14. и 15. јула имао сусрете са војно-политичким руководством Далмације. |
| 19. јул — 23. јул              | Пидриш                                               | Из Ометала Тито се пребацио преко Макљена у село Пидриш, у чијем засеоку Засталаћи, је боравио до 23. јула. Овде је Штабовима бригада издао наређења о нападима на Купрес, Бугојно, Дувно и Шујицу. |
| 23. јул — 25. јул              | Доње Вуковско—Занаглина—Горњи Малован                | Пут је даље наставио преко Радуше, пролазећи кроз села Горње и Доње Вуковско, Занаглина, Горњи и Доњи Малован одакле је крену ка Цинцару. |
| 25. јул — 16. август           | Цинцар                                               | На планини Цинцар Тито је боравио на пропланку Ћурков долац. Овде је имао поновне контакте са војно-политичким руководством Далмације, као и са војно-политичким руководством Босанске крајине. Након ослобођења Ливна, Тито је 13. августа боравио у граду, али се вратио на Цинцар. |
| 16. август — 14. септембар     | Врба (Гламоч)                                        | По напуштању Цинцара, Тито је преко села Долац и Видимлије, где је преноћио, стигао у село Врба одакле је отишао у шуму Бусија, где је боравио скоро месец дана. Овде је 21. августа била одржана седница ЦК КПЈ на којој је анализиран дотадашњи ток похода у Босанску крајину, а 8. септембра седница ЦК КПЈ посвећена разматрању ситуације у осталим деловима Југославије. У току боравка у Бусији, Тито је 4. и 5. септембра посетио Босански Петровац и Дрвар, где је преноћио. |
| 14. септембар — 8. октобар     | Млиниште (Мркоњић Град)                              | Преко Гламочког поља, Гламоча и Красинаца Тито је стигао у Млиниште, где је боравио до 8. октобра. Овде је 17. септембра стигла група глумаца од које је формирано Казалиште народног ослобођења, а потом је стигао и др Иван Рибар. Након ослобођења Јајца, Тито је од 28. септембра до 1. октобра боравио у Јајцу, а потом се вратио на Млиниште. |
| 8. октобар — 25. новембар      | Оштрељ (Босански Петровац)                           | После пада Јајца и Мркоњић Града, Тито је преко села Роре, Прекаје и Мокроноге стигао у Дрвар, а потом преко Босанског Петровца стигао на превој Оштрељ. Овде се сместио у једном вагону на железничкој станици на прузи уског колосека Бравско—Дрвар. У току боравка на Оштрељу, Тито је од 17. до 19. октобра боравио у Дрвару; 28. октобра, 7. и 13. новембра у Босанском Петровцу; након ослобођења Бихаћа, боравио половином новембра у Бихаћу, а 23. и 24. новембра на Грмечу у посети радионици Врховног штаба. На Оштрељу Тито је донео одлуку о формирању АВНОЈ-а, као и наредбу о формирању првих дивизија и корпуса НОВЈ.                                                                           |
| 25. новембар — 28. новембар    | Бихаћ                                                | Из Оштреља, Тито је преко Босанског Петровца стигао у Бихаћу, где је 26. и 27. новембра присуствовао Првом заседању АВНОЈ-а, а потом се вратио у Босански Петровац. |
| 28. новембар — 20. децембар    | Босански Петровац                                    | Током боравка у Босанском Петровцу, Тито је 6. децембра присуствовао Првом конгресу АФЖ, а 13. децембра је боравио у Бихаћу, где је присуствовао народном збору. |
| 20. децембар — 9. јануар 1943. | Бихаћ                                                | Током боравка у Бихаћу, Тито је од 27. до 29. децембра присуствовао Првом конгресу УСАОЈ-а, а обилазио је и околна места. У Цазину је боравио 23. децембра на народном збору, где је по први пут јавно рекао да се зове Јосип Броз и да је металски радник из Хрватског загорја, а 25. децембра је боравио у Слуњу, у обиласку Главног штаба НОВ и ПО Хрватске. На православни Божић 7. јануара 1943. године у пратњи војно-политичког руководства Босанске крајине је у Јасеници извршио смотру Четврте крајишке дивизије. |
| 1943. година                   |                                                      | |
| 9. јануар — 24. јануар         | Острожац (Цазин)                                     | Током боравка у Острожцу, Тито је боравио у средњовековној тврђави Острожац. Овде га је затекао и почетак Четврте непријатељске офанзиве, након чега је морао да напусти Острожац. |
| 25. јануар — 1. фебруар        | Дрвар                                                | Након напуштања Острожца, Тито је преко Бихаћа и Босанског Петровца прешао у Дрвар. Овде је одржао састанак са војно-политичким руководством Босанске крајине. |
| 1. фебруар — 7. фебруар        | Ливно—Горњи Жабљак—Тушница                           | По напуштања Дрвара Тито је дошао у Ливно, где је преноћио, а потом прешао у Горњи Жабљак, где је боравио до 3. фебруара. Након тога је отишао у рударско насеље Тушницу, где је боравио до 7. фебруара. |
| 7. фебруар — 13. фебруар       | Томиславград                                         | Из рудника Тушница, Тито је преко Голињева и Подгаја дошао у Томиславград, где се сместио у фрањевачком самостану. Овде је одржао саветовање са војним руководиоцима Прве, Друге и Треће дивизије и разрадио план извођења противофанзиве. |
| 13. фебруар — 21. фебруар      | Шћит (Прозор)                                        | Након напуштања Томиславграда, Тито је дошао у Шћит, где је боравио у фрањевачком самостану. Сутрадан по доласку је са командантима бригада из Треће дивизије извршио извиђање пложаја око Прозора, а 15. фебруара је одржао састанак са руководиоцима Прве, Друге и Треће дивизије и издао заповест о заузимању Прозора. |
| 22. фебруар — 28. фебруар      | Грачац (Прозор)                                      | Након пада Прозора, Тито се преко Рипаца, Млаке и Прозора пребацио у Грачац (село је потопљено приликом изградње Рамског језера). |
| 28. фебруар — 3. март          | Грачаница (Прозор)                                   | Из Грачаца Тито је прешао у Грачаницу, где је већ боравио део Врховног штаба. Одмах по доласку овде је одржао заједничку седницу Врховног штаба и Политбироа ЦК КПЈ на којој је донета одлука о противудару код Горњег Вакуфа и рушењу моста на Неретви. |
| 3. март — 11. март             | Јабланица—Макљен—Горњи Луг—Грачац                    | Након напуштања Грачанице, Тито је отишао у Јабланицу, где је обишао срушени мост и наставио кроз Рамску клисуру до Макљена. Потом је од 5. до 8. марта боравио у Горњем Лугу, а од 8. до 11. марта поново у Грачац. У току боравка у Горњем Лугу, Тито је 5. марта донео наређење о форсирању Неретве и Јабланице и пребацивању рањеника преко остатака срушеног моста. |
| 11. март — 16. март            | Јабланица—Крстац—Прењ                                | После напуштања Грачаца Тито је поново обишао Јабланицу, пребацио се преко Неретве и краће се задржао у селу Крстач. Потом је од 12. марта до 16. марта боравио на планини Прењ кретајући се ка Борачком језеру. |
| 16. март — 25. март            | Борачко језеро—Разићи—Забрђани (Коњиц)               | Нако преласка Прења, Тито је дошао на западну обалу Борачког језера, где је боравио до неколико дана. Потом је од 18. до 21. марта боравио у селу Разићима, а од 21. до 25. марта у селу Забрђанима, код Коњица. |
| 25. март — 2. април            | Драче (Фоча)                                         | Након напуштања околине Коњица, Тито се упутио према Фочи и неколико дана боравио у селу Драче. |
| 2. април — 2. мај              | Говза (Фоча)                                         | Из Драче је Тито прешао у Говзу, у чијој је околини боравио месец дана. Овде је у току Титовог боравака био организоавн рад ниже партијске школе, као и Више партијске школе (курс) при ЦК КПЈ. Такође, овде је донета одлука о увођењу официрских чинова у НОВЈ. |
| 2. мај — 11. мај               | Лакат Дрине                                          | Након напуштања Говзе, Тито је преноћио у Грандићима. Сутрадан је код Поповог Моста прешао преко Сутјеске и преко Ћурева дошао до заравни у лакту Дрине (у близини места где она настаје спајањем Таре и Пиве), где је боравио од 3. до 11. маја. Током боравка овде Тито је размишљао о продору снага НОВЈ у Србију, односно у Метохију, па је с тим у вези формирао Дринску оперативну групу. |
| 11. мај — 19. мај              | Мештревац—Бобова—Левер Тара (Пљевља)                 | Са лакта Дрине Тито је кренуо преко Шћепан Поља, Мештревца, Слатине и Бобова и 13. маја стигао до Левера Таре, где је остао до 19. маја. Овде га је 15. маја затекао почетак битке на Сутјесци. |
| 19. мај — 29. мај              | Црно језеро (Жабљак)                                 | Након напуштања Левер Таре, Тито је преноћио у Ђурђевића Тари, где је боравио део Врховног штаба. Након преласка Таре, они су кренули ка Жабљаку и стигли на Црно језеро, где је Тито боравио десетак дана. Одавде је Тито командовао јединицама НОВЈ и 26. маја одржао седницу Врховног штаба на којој је донео одлуку о пробоју из окружења ка источној Босни, преко Вучева и Сутјеске. Такође, овде је у Врховни штаб у ноћи 29/30. маја стигла прва савезничка војна мисија |
| 30. мај — 4. јун               | Кањон Пиве                                           | Одмах по доласку савезничке војне мисије, Тито је напустио Црно језеро и преко села Недајно, Подмилогора и Барни До стигао у кањон Пиве, где је 3. јуна одржан састанак Врховног штаба и ЦК КПЈ на којој је донета одлука да се пробој из окружења изврши у два правца. Сутрадан је кренуо према Мратињу одакле се пребацио на планину Маглић. |
| 5. јун — 20. јун               | Маглић—Тјентиште—Зеленгора—Боговићи (Пале)           | У шуми код катуна Суха Гора Тито је 6. јуна одржао састанак са командантима Прве и Друге дивизије око правца пробоја из окружења, након чега је прешао на превој Драгош седло и одатле наставио кроз шуму Перућицу до кањона Сутјеске. У рејону Тјентишта и брда Озрен, Тито је 9. јуна био рањен од последица непријатељског бомбардовања. Након рањавања Тито је преко Милинклада и кањона Хрчавке прешао на Зеленгору, где је 11. јуна одржао састанак Врховног штаба на коме је донета одлука о пробијању свих јединица ка источној Босни. Потом је избио на Јабланово брдо, код села Љубина, а одатле наставио преко села Миљевина, Деролови и Божановићи до Боговића, где је боравио од 19. до 21. јуна. |
| 25. август — 6. јануар 1944.   | Јајце                                                | |
| 1944. година                   |                                                      | |
| 7. јануар — 15. јануар         | Потоци (Дрвар)                                       | |
| 15. јануар — 25. мај           | Дрвар                                                | |
| 25. мај — 3. јун               | Клековача—Шатор—Виторог—Барјамовци                   | |
| 3. јун — 7. јун                | Бари Краљевина Италија                               | |
| 8. јун — 6. август             | оствро Вис                                           | |
| 6. август — 15. авгут          | Казерта—Рим——Казерта—Напуљ—Казерта Краљевина Италија | |
| 15. август — 18. септембар     | оствро Вис                                           | |
| 19. септембар — 21. септембар  | Крајова Краљевина Румунија                           | |
| 22. септембар — 28. септембар  | Москва Совјетски Савез                               | |
| 28. септембар — 16. октобар    | Крајова Краљевина Румунија                           | |
| 16. октобар — 25. октобар      | Вршац                                                | |
| 25. октобар — 31. децембар     | Београд                                              | |
| 1945. година                   |                                                      | |
| 1. јануар — 15. мај            | Београд                                              | |

### мапа
| Преглед места на карти Југославије у којима је Јосип Броз Тито током 1941. и 1942. године боравио дуже од неколико дана | Преглед места на карти Југославије у којима је Јосип Броз Тито током 1941. и 1942. године боравио дуже од неколико дана | Преглед места на карти Југославије у којима је Јосип Броз Тито током 1941. и 1942. године боравио дуже од неколико дана |
| --- | --- | --- |
| Загреб (6.4—7.5.1941)Београд (8.5—16.9.1941. и 25.10.1944—15.5.1945)Робаје, код Мионица (18.9—21.9.1941)Струганик, код Мионице — први састанак са Дражом Михаиловићем (19. септембар 1941)Столице, код Крупња (21.9—29.9.1941)Толисавац, код Крупња (29.9—13.10.1941)Брајићи, код Горњег Милановца — други састанак са Дражом Михаиловићем (26.10—27.10.1941)Ужице (15.10—29.11.1941)Покрет преко Златибора и Златара (29.11—2.12.1941)Дренова, код Пријепоља (2.12—14.12.1941)Нова Варош — формирање Пратећег вода Врховног штаба (15/16.9.1941)Покрет из Нове Вароши до Рудог (16.12—19.12.1941)Рудо (19.12—23.12.1941)Рогатица (24.12—28.12.1941)Подроманија и Бијеле Воде, код Соколца (29.12.1941—3.1.1942)Доњи Чевљановићи, код Илијаша (4.1—14.1.1942)Иванчићи, код Илијаша — саветовање ПК КПЈ за БиХ (7.1—8.1.1942)Гајеви, код Илијаша — боравак у Главном штабу НОПО БиХ (14.1—16.1.1942)Покрет од Гајева до Горњих Боговића (16.1—20.1.1942)Горњи Боговићи, код Горажда (20.1—24.1.1942)Фоча (25.1—4.5.1942)Чајниче — формирање Друге пролетерске бригаде (28.2—1.3.1942)Брод, код Фоче (4.5—10.5.1942)Шћепан Поље, код Плужина (12.5—19.5.1942)Црно језеро, код Жабљака (21.5—23.5.1942 и 19.5—29.5.1943)Плужине (25.5—9.6.1942)Велико језеро и Изгори, код Гацка (9.6—14.6.1942)Грандићи/Крушево, код Фоче (17.6—24.6.1942)Покрет преко Трескавице (24.6—28.6.1942)Горња Пресјеница, код Трнова (29.6—1.7.1942)Гобеловина/Сеоница, код Коњица (5.7—9.7.1942)Солакова Кула, код Коњица (9.7—13.7.1942)Ометала, код Прозора (14.7—19.7.1942)Пидриш, код Коњица (19.7—23.7.1942)Цинцар планина (25.7—16.8.1942)Шума Бусија, код Гламоча (16.8—14.9.1942)Млиниште, код Мркоњић Града (14.9—8.10.1942)Јајце (28.9—1.10.1942. и 15.8.1943—6.1.1944)Оштрељ, код Босанског Петровца (8.10—25.11.1942)Дрвар (4/5.9.1942; 17.10—19.10.1942; 25.1—1.2.1943. и 15.1—25.1.1944)Босански Петровац (28.11—20.12.1942)Бихаћ (25.11—28.11.1942. и 20.12.1942—9.1.1943)Цазин — присуство народном збору (23. децембар 1942)Слуњ — посета Главном штабу НОВ и ПО Хрватске (25. децембар 1942)Јасеница, код Босанске Крупе — смотра Четврте крајишке дивизије (7. јануар 1943)Острожац, код Цазина (9.1—27.1.1943)Горњи Жабљак и Тушница, код Ливна (2.2—7.2.1943)Томиславград (7.2—13.2.1943)Шћит, код Прозора (13.2—21.2.1943)Грачац, код Прозора (22.2—28.2. и 8.3—11.3.1943)Грачаница, код Прозора (28.2—3.1943)Јабланица — обилазак срушеног моста на Неретви (3. март 1943) и прелазак преко Неретеве (11. март 1943)Покрет преко Макљена (4.3—11.3.1943)Покрет преко Прења до Борачког језера (11.3—16.3.1943)Борачко језеро (16.2—18.3.1943)Разићи, код Коњица (18.3—21.3.1943)Покрет од Разића до Драче (21.3—25.3.1943)Драче, код Фоче (25.3—2.4.1943)Говза, код Фоче (2.4—2.5.1943)Лакат Дрине, код Шћепан Поља (2.5—11.5.1943)Левер Тара, код Пљеваља (13.5—19.5.1943)Кањон Пиве (30.5—4.6.1943)Покрет преко Маглића и Зеленгоре и према Боговићима (4.6—29.6.1943)Боговићи, код Пала — фотографија рањеног Тита са др Иваном Рибаром (19.6—21.6.1943)Потоци, код Дрвара (7.1—15.1.1944)Покрет преко Клековаче, Шатора и Виторога (25.5—3.6.1944)Барјамовци, код Купреса — одлазак у Бари (3. јун 1944)Вис (8.6—6.8. и 15.8—18.9.1945)Вис — одлазак у Казерту и Напуљ (6. август 1944)Вис — одлазак у Москву (8. септембар 1944)Вршац (16.10—25.10.1944)Шидски Бановци — обилазак Сремског фронта (16. јануар 1945) | | |
| — место дугог боравка или више краћих боравака | — место дужег боравка (преко 10 дана)                                                                                   | — место кратког боравка (до 10 дана)                                                                                    |
| — значајно место једнодневног боравка | — дужи боравак у покрету                                                                                                | — одласци у иностранство                                                                                                |

## Фотогалерија
- Вила Рибникара у Београду
- Спомен-кућа у Робајама
- Спомен-кућа у Столицама
- Зграда музеја у Ужицу
- Вила на Залтибору
- Тврђава Острожац
- Музеј АВНОЈ-а у Јајцу
- Титова пећина у Дрвару
- Титова пећина на Вису